# Campeonato Sergipano de Futebol de 1934
O Campeonato Sergipano de Futebol de 1934 foi a 12º edição da divisão principal do campeonato estadual de Sergipe. O campeão foi o Palestra que conquistou seu 1º título na história da competição.

## Premiação
| Campeonato Sergipano de 1934 |
| Aracaju                      |
| ---------------------------- |
| Palestra Campeão (1º título) |